# Terror Night
Terror Night è un film del 1987 diretto da Nick Marino e André De Toth.
È un film horror statunitense con John Ireland, Cameron Mitchell e Alan Hale Jr..

## Produzione
Il film, diretto da Nick Marino e André De Toth su una sceneggiatura di Kenneth J. Hall, Murray Levy e David Rigg e un soggetto dello stesso Marino, fu prodotto da Marino. e girato a Los Angeles dal 25 agosto 1987.

## Distribuzione
Il film fu distribuito negli Stati Uniti nel 1987. È stato distribuito anche con il titolo Bloody Movie (per l'home video).